# Józef Cyrankiewicz
Józef Adam Zygmunt Cyrankiewicz (23. dubna 1911, Tarnov – 20. ledna 1989, Varšava) byl polský komunistický politik, jeden z klíčových představitelů socialistického režimu v Polsku po druhé světové válce. V letech 1970–1972 byl předsedou Státní rady (obdoba prezidenta). V letech 1947–1952 a 1954–1970 předsedou rady ministrů (premiérem).

## Život
Po německé okupaci Polska byl v letech 1941–1945 vězněn v koncentračním táboře Osvětim. Původně byl člen Polské socialistické strany (Polska Partia Socjalistyczna), v letech 1945–1948 byl jejím generálním tajemníkem. PPS a Polská dělnická strana (Polska Partia Robotnicza) vytvořily roku 1948 Polskou sjednocenou dělnickou stranu (Polska Zjednoczona Partia Robotnicza), která byla v éře komunistického režimu hegemonní politickou silou. Cyrankiewicz byl jedním z hlavních strůjců sjednocení, a byl pak členem ústředního výboru PSDS v letech 1948–1971. Jeho druhou manželkou byla herečka Nina Andrycz.

## Působení
V roce 1956 Cyrankiewicz tvrdě potlačil nepokoje v Poznani, které vznikly po Chruščovově projevu o Stalinových zločinech na XX. sjezdu KSSS, a v roce 1970 potlačil nepokoje na pobřeží, při nichž zahynulo 42 lidí a asi 1 000 bylo zraněno. Zemřel krátce před pádem režimu.

## Vyznamenání

### Polská vyznamenání
- Partyzánský kříž – Polsko, 1946[4]
- Řád grunwaldského kříže II. třídy – Polsko, 29. května 1946[5]
- velkokříž Řádu znovuzrozeného Polska – Polsko, 22. července 1949[6]
- Řád praporu práce I. třídy – Polsko, 23. dubna 1951[7][8]
- Řád budovatelů lidového Polska – Polsko

### Zahraniční vyznamenání
- velkokříž Řádu zásluh o Italskou republiku – Itálie, 21. října 1965[9][10][11]
- velkokříž Řádu čestné legie – Francie, 1967[12]

- Medaile 100. výročí narození Vladimira Iljiče Lenina – Sovětský svaz, 1969